# Tuberorachidion lanei
Tuberorachidion lanei là một loài bọ cánh cứng trong họ Cerambycidae.